# 遠心冷凍機
遠心冷凍機（えんしんれいとうき、英: Centrifugal chiller）とは遠心式圧縮機を利用した冷凍機で、回転する羽根車で冷媒を外周部へ吐き出すことで圧縮を行う蒸気圧縮式冷凍機の一種である。ターボ冷凍機と呼ばれる事が多い。冷凍能力は80トン～12,000トンと範囲が広く、オフィスビル、地域冷暖房、病院、半導体工場、石油化学工業等に適用されている。

## 用途
水及びその他不凍液（ブライン）等を冷却もしくは温め、その流体を利用するのが一般的である。ただし、特殊用途として気体を冷却するものも存在する。尚、対象となる流体は石油化学工業等では製品を直接流しプロセス用途にも使われる。

## 動作原理
蒸発器にて液体の冷媒が熱交換を行い、蒸発した冷媒ガスを遠心式圧縮機が吸い込み、断熱圧縮された冷媒ガスが凝縮器で冷やされて液化し、膨張弁をとおり断熱膨張の後、蒸発機に再び液体の冷媒として供給され冷凍サイクルが完成される。

## 構造

### 圧縮機
圧縮機内部構造は、インペラーを貫通し駆動するシャフト、密閉式の場合は増速ギア （もしくは減速ギア）、開放式の場合はメカニカルシール、インペラーの吸い込み効率を上げるラビリンスシール、圧縮効率を上げるラビリンスシール、インペラーにより冷媒に与えられた速度エネルギーを圧力エネルギに変換するディフューザー、軸受け、容量制御の為の吸い込みベーンで構成される。圧縮機には遠心式圧縮機を採用している事から1 - 6段型まで利用され冷媒、利用する温度により形態が異なる。
単段型
インペラーが1枚となる圧縮機である。単段型の場合大きな圧縮比を取る事は、圧縮機サイズの制限や回転数の制限等により難しくなる事と、遠心式圧縮機の特性として、風量と圧縮比が反比例関係に有ることから比較的小さな冷凍能力となるユニットに採用される。
多段型
インペラーが複数枚採用される圧縮機構造である。インペラー一枚あたりの圧縮比が小さく出来る事で、大きな風量でも圧縮比を適正に取る事が出来る。また、逆に風量が少なく大きな圧縮比が必要な場合（低温取り出し、高温取り出し、冷媒ガス物性として等）にも採用される。

### 動力源
比較的小さな機器では、主に誘導電動機が採用される。大容量機ではガスエンジン・ガスタービン・蒸気タービン等の駆動源が利用される。

### 蒸発器
大容量機が主な物となることと、対象が流体であること、また、圧縮機の特性から一般的にはシェル＆チューブ型の熱交換器が採用される。シェル側に冷媒液と冷媒ガスが存在し、チューブ内部に対象となる流体を流すことになる。チューブ材質は一般的には銅チューブであるが流体によってはチタン、ニッケル、ステンレス等必要に応じて設計される。また、圧縮機が遠心式圧縮機であり圧縮ガスを吸い込む事とした設計であることから、運転状態によって過度の沸騰による液滴の吸い込みを防止するために、ガスと液を分離するエリミネーター、もしくはセパレーターと呼ばれる分離装置を圧縮機吸い込み口直下に設けているものが多い。

### 凝縮器
蒸発器と同様に大容量機が主なものとなるので、シェル＆チューブ型が一般的である。冷媒ガスを冷却する流体によって蒸発器同様にチューブは最適な物が選択されるが、一般的には銅チューブである。尚、高温高圧で速度の早いガスが直接チューブに当たり、チューブの損傷を防ぐためにバッフル板と呼ばれる物が圧縮機より導かれている配管直下に設置されているのが一般的である。ただし、凝縮器までの配管長さが十分に取れる場合には設置されていないものもある。

### 中間冷却器
多段圧縮の場合には、中間段に凝縮器で液化した冷媒を一部蒸発させ中間段に吸い込ませ、圧縮機の吐出温度を低下させ、圧縮機軸動力の減少を目的とした省エネの為に、液冷媒を一部蒸発させるための容器が取り付けられている。

### 膨張弁機構
電子式膨張弁、オリフィス、フロートボール式バタフライバルブ等の断熱膨張を行うための流量制御機構が、中間冷却器内部と蒸発器入り口に設けられる。膨張弁を冷媒が通過する事で断熱膨張が行われ入口と出口の容積も変わるので冷媒は熱を奪われず温度が下がる。

### 容量制御機構
容量制御機構には圧縮機吸い込み側にベーンを設け、吸い込みガス風量を制御する事による容量制御機構を持つ物が一般的である。また、製作メーカーによっては部分負荷運転時の効率を上昇させる目的で、可変デフューザー、回転数制御等も装備される。

### 制御機器
インターロック
冷水流量検知・冷却水流量検知・油圧低下検知・過電流検知・モータ巻線温度検知・各部軸受温度検知・冷媒温度検知・吐出温度検知・油温検知・凍結防止等が装備され、必要に応じて仕様により他の保護も追加される。
温度制御
温度制御は、TICとよばれる表示機能付き温度制御機器にて、圧縮機ベーン及び回転数制御が行われる。
回転数制御
一般的には遠心式圧縮機の場合、吸い込み側の圧力損失は軸動力の増加に繋がり、ベーン機構での風量を絞る手法では効率低下を招く。回転数制御機構が取り入れられている場合は、圧縮機インペラーのプロフィールを元に計算されたサージング曲線と、実測値の吸い込み側圧力と吐出側圧力を計測し、圧力比を演算したのち、プロフィールと照らし合わせ、設定冷水出口温度を保ったまま、サージングが発生しない程度まで回転数を可能な限り下げる動作を行い、容量制御を実現している。よって、吸い込み側ベーンが全開のまま回転数だけで制御出来る範囲を大きく取れれば取れるほど、機器の消費電力は低下する。
ホットガスバイパス
凝縮器と蒸発器を結ぶ配管に電動弁もしくは手動弁を取り付け、開放する事で蒸発器の圧力を上昇させ、凝縮器の圧力を低下させる。この事により、蒸発器圧力が上がる事で蒸発器への冷媒液供給量が下がり、蒸発器の冷凍能力の発生を抑制し容量制御を行う。また、凝縮器圧力が下がる事で、圧縮機の軸動力は低下するが、上記温度制御や回転数制御と比較した場合には、冷凍能力に無効な風量がある事からそれほど下がる事はない。利用する場合は、インペラープロフィールの範囲外で容量制御を必要とされる運転がある場合である。